# Мартін Веркерк
Мартін Віллем Веркерк (нід. Martin Willem Verkerk; нар. 31 жовтня 1978) — професійний голландський тенісист у відставці. Він вийшов у фінал Відкритого чемпіонату Франції в 2003 році і досяг високого рейтингу в кар'єрі №14.

## Раннє життя
Веркерк почав грати в теніс у віці семи років, грав на місцевих турнірах та тренувався разом з батьками. Він грав у своєму рідному місті Альфен-ан-ден-Рейн, Нідерланди, де його талант виявили місцеві тренери, і незабаром він мав можливість тренуватися з багатьма кращими гравцями. Пізніше він виграв 18 і титул голландців під 1995 р.

## Кар'єра
У 2003 році, граючи лише у своїй третій події Великого шолома та зайнявши 46 місце, Веркерк вийшов у фінал Відкритого чемпіонату Франції. По дорозі він переміг Желько Краяна, Луїса Хорну, Вінса Спадею та Райнера Шютлера, перш ніж подолати досвідчених гравців на глиняному майданчику Карлоса Мою (сіяний 4-й) та Гільєрмо Корія (7-й). У фіналі він програв іспанцю Хуану Карлосу Ферреро в прямих сетах.
Його несподіваний біг на Відкритому чемпіонаті Франції як аутсайдера та його виразні витівки на суді зробили його популярним у Нідерландах. Фінал спостерігало ще більше домогосподарств у Нідерландах, ніж коли його земляк Річард Крайчек виграв  Уімблдон у 1996 році.  Однак, заважаючі різні травми та мононуклеоз, Веркерк не зміг відтворити подібні результати протягом решти своєї кар'єри, ніколи не просуваючись далі третього раунду в жодному наступному Великому шлемі.
За свою кар'єру він виграв два титули і вийшов у чвертьфінал Римського Мастерсу 2003 року. Веркерк зіграв близький матч проти Роджера Федерера на Паризькому Мастерсі 2003 року, програвши в трьох тай-брейках після проведення чотирьох матч-очок.

## Стиль гри
Гра Веркерка базувалася на потужних подачах і бекхендах. Він використовував одноручний бекхенд, і його улюбленою поверхнею була глина.

## Фінал Великого шолома

### Одиночний розряд (1 другий)
| Результат | Рік      | Чемпіонат                   | Поверхня | Противник           | Оцінка        |
| --------- | -------- | --------------------------- | -------- | ------------------- | ------------- |
| Програш   | 2003 рік | Відкритий чемпіонат Франції | Глина    | Хуан Карлос Ферреро | 1–6, 3–6, 2–6 |

## Фінал кар’єри

### Одиночний розряд: 4 (2 перемоги, 2 поразки)
| Легенда                                                       |
| Турніри Великого шолома (0)                                   |
| Кубок майстрів з тенісу / Фінали світового турніру ATP (0)    |
| ATP Masters Series / ATP World Tour Masters 1000 (0)          |
| ATP International Series Gold / ATP World Tour 500 Series (0) |
| ATP International Series / Світовий тур ATP 250 Серія (2)     |

| Результат | В / Пр | Дата           | Турнір                               | Поверхня  | Суперник            | Оцінка              |
| --------- | ------ | -------------- | ------------------------------------ | --------- | ------------------- | ------------------- |
| Виграш    | 1–0    | Січень 2003 р  | Мілан, Італія                        | Килим (i) | Євген Кафельников   | 6–4, 5–7, 7–5       |
| Програш   | 1–1    | Травень 2003 р | Відкритий чемпіонат Франції, Франція | Глина     | Хуан Карлос Ферреро | 1–6, 3–6, 2–6       |
| Програш   | 1–2    | Травень 2004 р | Мюнхен, Німеччина                    | Глина     | Микола Давиденко    | 4–6, 5–7            |
| Виграш    | 2–2    | Липень 2004    | Амерсфорт, Нідерланди                | Глина     | Фернандо Гонсалес   | 7–6 (7–5), 4–6, 6–4 |

## Графік виступу в одиночному розряді
| Турнір                 | 1998     | 1999     | 2000     | 2001     | 2002  | 2003  | 2004  | 2005  | 2006  | 2007  | 2008  | SR     | В-Пр  |
| ---------------------- | -------- | -------- | -------- | -------- | ----- | ----- | ----- | ----- | ----- | ----- | ----- | ------ | ----- |
| Великий Шлем           |          |          |          |          |       |       |       |       |       |       |       |        |       |
| Australian Open        | A        | A        | A        | A        | Q1    | 1R    | 1R    | A     | A     | A     | A     | 0 / 2  | 0–2   |
| French Open            | A        | A        | A        | A        | Q3    | F     | 3R    | A     | A     | 1R    | A     | 0 / 3  | 8–3   |
| Wimbledon              | A        | A        | A        | A        | A     | 1R    | 2R    | A     | A     | A     | A     | 0 / 2  | 1–2   |
| US Open                | A        | A        | A        | A        | 1R    | 2R    | A     | A     | A     | A     | A     | 0 / 2  | 1–2   |
| Виграш–Програш         | 0–0      | 0–0      | 0–0      | 0–0      | 0–1   | 7–4   | 3–3   | 0–0   | 0–0   | 0–1   | 0–0   | 0 / 9  | 10–9  |
| ATP Masters Series     |          |          |          |          |       |       |       |       |       |       |       |        |       |
| Indian Wells Masters   | A        | A        | A        | A        | A     | A     | 2R    | A     | A     | A     | A     | 0 / 1  | 0–1   |
| Miami Masters          | A        | A        | A        | A        | 1R    | 2R    | 2R    | A     | A     | 1R    | A     | 0 / 4  | 1–4   |
| Monte Carlo Masters    | A        | A        | A        | A        | A     | 1R    | 2R    | A     | A     | 1R    | A     | 0 / 3  | 1–3   |
| Rome Masters           | A        | A        | A        | A        | A     | QF    | 2R    | A     | A     | 1R    | A     | 0 / 3  | 4–3   |
| Hamburg Masters        | A        | A        | A        | A        | A     | A     | 1R    | A     | A     | 1R    | A     | 0 / 2  | 0–2   |
| Canada Masters         | A        | A        | A        | A        | A     | 2R    | A     | A     | A     | A     | A     | 0 / 1  | 1–1   |
| Cincinnati Masters     | A        | A        | A        | A        | A     | 1R    | A     | A     | A     | A     | A     | 0 / 1  | 0–1   |
| Madrid Masters         | Not Held | Not Held | Not Held | Not Held | A     | 2R    | A     | A     | A     | A     | A     | 0 / 1  | 0–1   |
| Paris Masters          | A        | A        | A        | A        | A     | 3R    | A     | A     | A     | A     | A     | 0 / 1  | 1–1   |
| Виграш–Програш         | 0–0      | 0–0      | 0–0      | 0–0      | 0–1   | 6–7   | 2–5   | 0–0   | 0–0   | 0–4   | 0–0   | 0 / 17 | 8–17  |
| Статистика кар’єри     |          |          |          |          |       |       |       |       |       |       |       |        |       |
| Титули / Фінали        | 0 / 0    | 0 / 0    | 0 / 0    | 0 / 0    | 0 / 0 | 1 / 2 | 1 / 2 | 0 / 0 | 0 / 0 | 0 / 0 | 0 / 0 | 2 / 4  | 2 / 4 |
| Загалом Виграш–Програш | 1–1      | 0–0      | 0–1      | 0–1      | 7–11  | 25–25 | 26–19 | 0–0   | 0–0   | 0–9   | 0–3   | 59–70  | 59–70 |
| Рейтинг на кінець року | 416      | 253      | 233      | 161      | 86    | 19    | 55    | N/A   | 1540  | 678   | 263   |        |       |